# Jimmy Carter
Jimmy Carter, właśc. James Earl Carter Jr. (ur. 1 października 1924 w Plains, zm. 29 grudnia 2024 tamże) – amerykański polityk, działacz Partii Demokratycznej, 39. prezydent Stanów Zjednoczonych w latach 1977–1981. 
Międzynarodowy działacz humanitarny i na rzecz praw człowieka, laureat Pokojowej Nagrody Nobla w 2002. Był najdłużej żyjącym prezydentem w historii USA i jedynym, który dożył 100 lat.

## Życiorys

### Dzieciństwo i młodość
Urodził się 1 października 1924 roku w Plains w stanie Georgia, o godzinie 7:00 w miejscowym szpitalu; został przez to pierwszym w historii prezydentem Stanów Zjednoczonych, który przyszedł na świat w szpitalu. Był synem plantatora orzeszków ziemnych i późniejszego polityka Jamesa Earla Cartera Sr. (1894–1953) oraz jego żony, pielęgniarki Lillian (1898–1983). Miał troje młodszego rodzeństwa: siostry Glorię (1926–1990) i Ruth (1929–1983) oraz brata Billy’ego (1937–1988) – wszyscy zmarli przedwcześnie na raka trzustki, podobnie jak i ojciec Jimmy’ego.
Uczęszczał do lokalnych szkół, gdzie segregacja rasowa była na porządku dziennym. Po ukończeniu podstawowej edukacji wstąpił na Georgia Southwestern State University i Georgia Institute of Technology, a w 1943 roku dostał się do Akademii Marynarki Wojennej w Annapolis. Tę ostatnią uczelnię ukończył w 1947 roku i uzyskał stopień inżyniera z dziedziny fizyki jądrowej.
W 1950 roku został oddelegowany do służby na okręcie podwodnym USS K-1, pod dowództwo Hymana Rickovera. Następnie dostał się do służby na atomowym okręcie podwodnym USS Seawolf. Po śmierci ojca postanowił zakończyć służbę wojskową i osiadł w rodzinnej miejscowości, przejmując plantację orzeszków ziemnych. Już wówczas sprzeciwiał się segregacji rasowej, która na głębokim Południu była codziennością. Sytuacja zaostrzyła się, gdy Carter odmówił wstąpienia do Rady Białych Obywateli – klienci przestali kupować jego towary, a banki nie chciały udzielać kredytów.

### Kariera polityczna

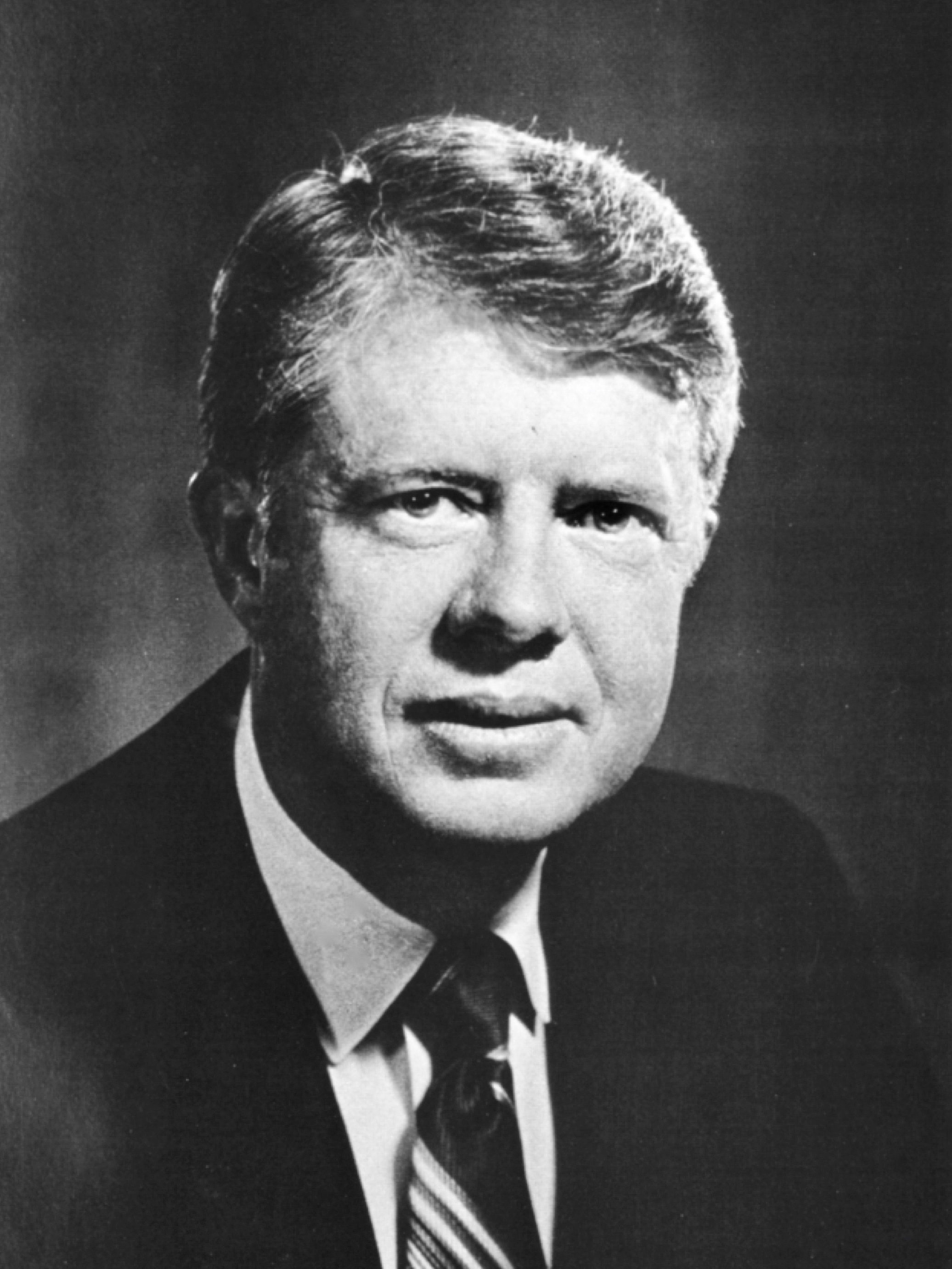
Jimmy Carter jako gubernator Georgii (1971)

W latach 50. XX wieku Carter zainteresował się polityką i postanowił kandydować do legislatury stanowej Georgii. Przegrał wybory, jednak zażądał powtórzenia wyborów w jednym z hrabstw, gdzie miało dojść do fałszowania wyników. Udało mu się doprowadzić do powtórki głosowania i tym razem wybory wygrał. W czasie czterech lat spędzonych w Senacie stanowym, zajmował się głównie sprawami z zakresu edukacji.
W 1966 roku postanowił kandydować do Izby Reprezentantów, ale zmienił zdanie i został kandydatem na gubernatora Georgii z ramienia Partii Demokratycznej. Pomimo intensywnie prowadzonej kampanii wyborczej, przegrał wybory na rzecz Lestera Maddoxa. Przez cztery kolejne lata przygotowywał się do kolejnej kampanii wyborczej, którą zwieńczył sukcesem i zwycięstwem w wyborach. Gubernatorem był w latach 1971–1975 i w tym czasie walczył z dyskryminacją rasową, m.in. poprzez mianowanie Afroamerykanów na wysokie stanowiska stanowej władzy wykonawczej. Ponadto usprawnił działanie systemu sprawiedliwości, wprowadził nowe zasady polityki ekonomicznej i zreorganizował władze stanowe. Pomimo skutecznej działalności gubernatorskiej, nie był zbyt popularny. Pod koniec 1974 roku oznajmił, że nie będzie ubiegać się o reelekcję, gdyż chce wystartować w wyborach prezydenckich w 1976 roku. Ponieważ nikt nie uważał, by Carter miał realne szanse na zwycięstwo, nazywano go wówczas „Jimmy Kto?” (Jimmy Who?).
W prawyborach odbywających się w stanach południowych udało mu się pokonać najgroźniejszego rywala – George’a Wallace’a. Głównych kandydatów do nominacji Partii Demokratycznej oprócz Cartera było czterech: Henry Jackson, Fred R. Harris, Morris Udall i Pat Brown. Na lipcowej konwencji demokratów w Nowym Jorku uzyskał nominację w pierwszym głosowaniu. Kandydatem na wiceprezydenta został Walter Mondale. Głównym rywalem Cartera był urzędujący prezydent Gerald Ford z Partii Republikańskiej. W kampanii wyborczej Carter podkreślał potrzeby reorganizacji gabinetu, reformy podatkowej, zmniejszenia bezrobocia i wprowadzenia systemu opieki zdrowotnej. W zakresie polityki zagranicznej opowiadał się za odprężęniem w relacjach amerykańsko-radzieckich. W głosowaniu powszechnym uzyskał ponad 40 milionów głosów wobec 38,5 miliona dla Forda. W Kolegium Elektorów na demokratę zagłosowało 297 elektorów, a na republikanina – 240. Carter został zaprzysiężony 20 stycznia 1977 roku.

### Prezydentura

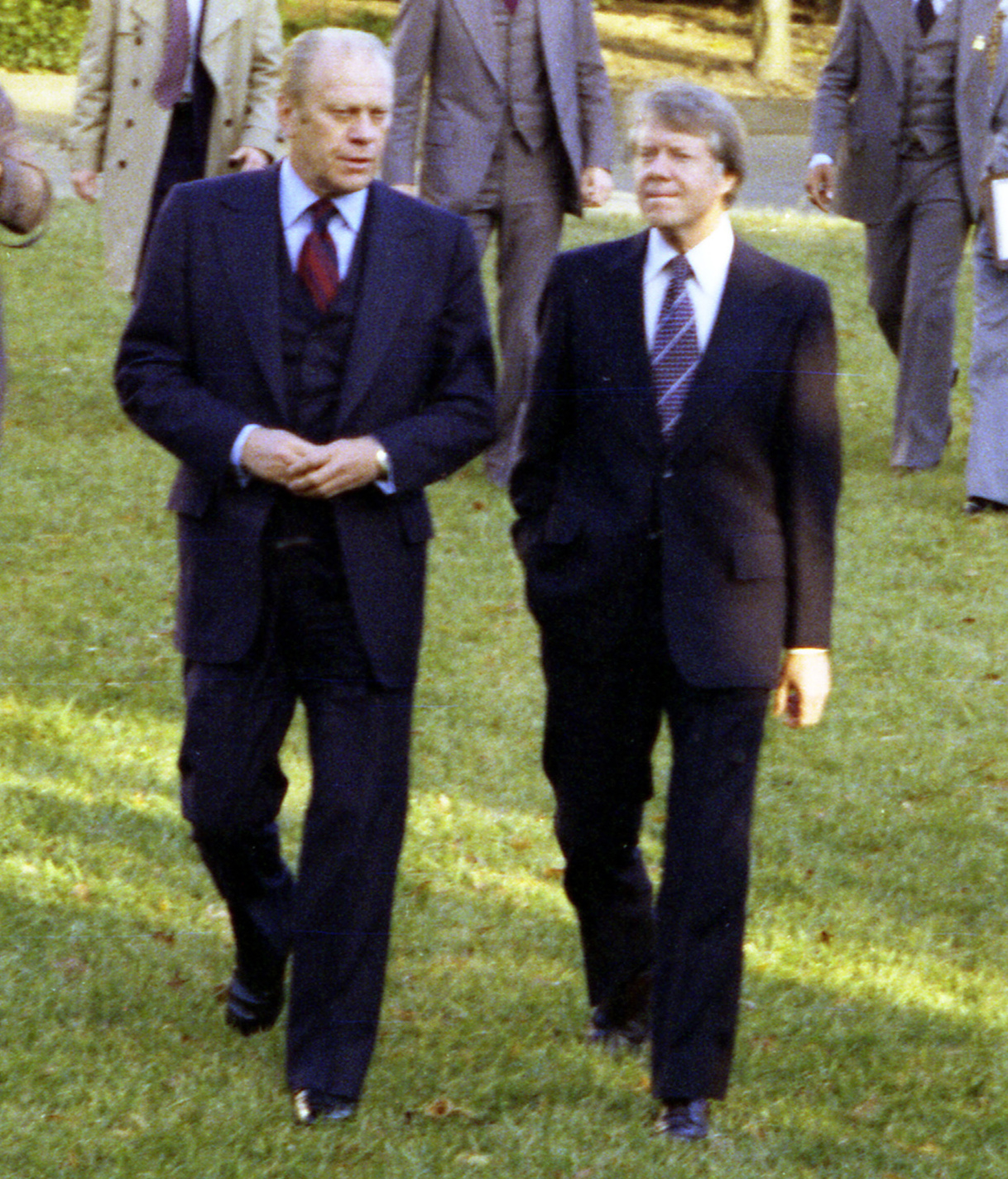
Jimmy Carter jako prezydent elekt i ustępujący prezydent Gerald Ford (22 listopada 1976)

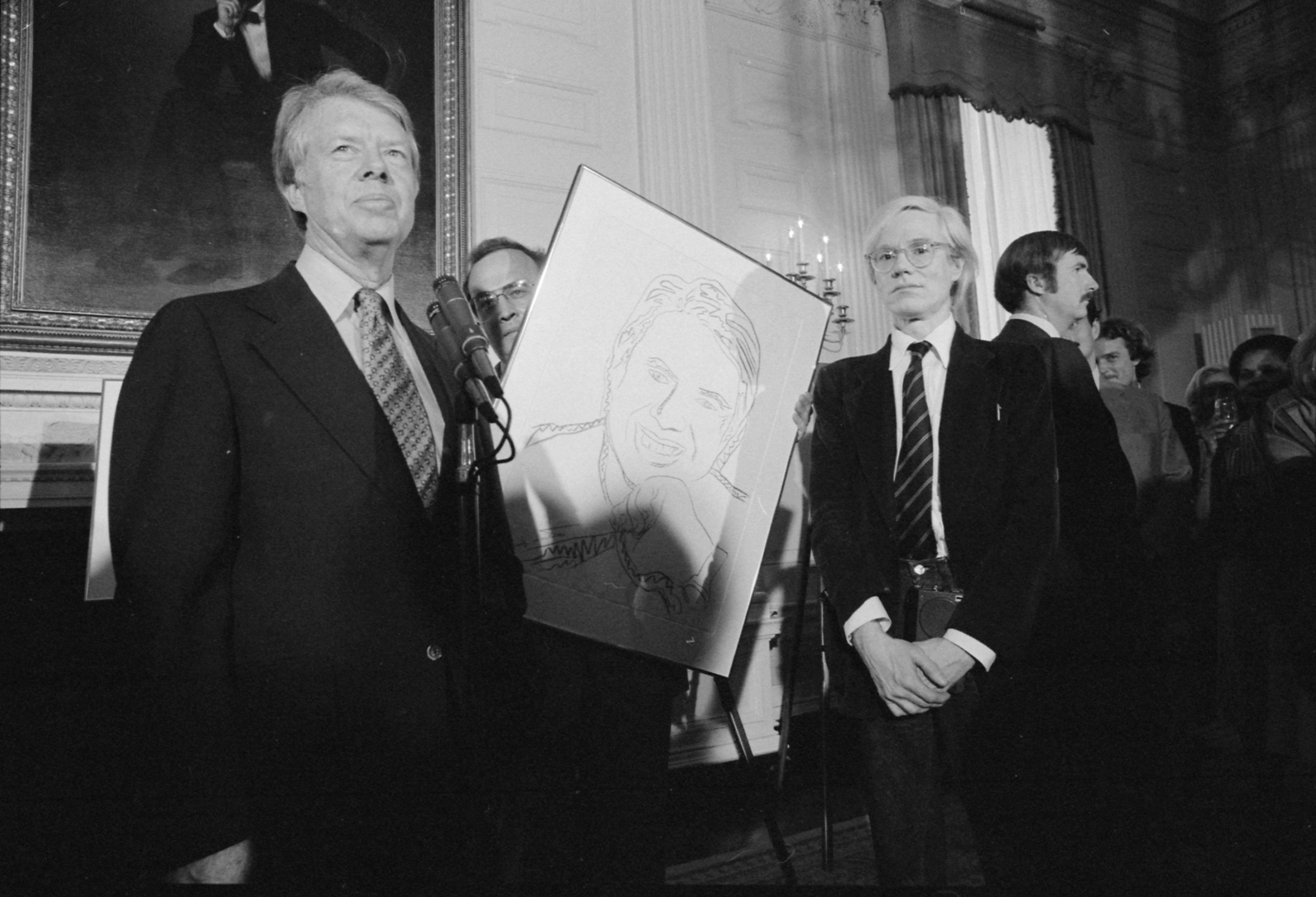
Jimmy Carter i Andy Warhol, 1977

Do swojego gabinetu powołał m.in. Cyrusa Vance’a (sekretarz stanu), Harolda Browna (sekretarza obrony), Michaela Blumenthala (sekretarz skarbu), Hamiltona Jordana (szef personelu Białego Domu) i Zbigniewa Brzezińskiego (doradca ds. bezpieczeństwa narodowego). W celu przeciwdziałania rasizmowi mianował czarnoskórego Andrew Younga na stanowisko ambasadora Stanów Zjednoczonych przy ONZ. Z powodu kontrowersyjnych poglądów Young był atakowany przez prawicę i ustąpił ze stanowiska. Carter na jego miejsce powołał także Afroamerykanina – Donalda McHenry’ego. Członkiem rządu Cartera został jeszcze inny czarnoskóry polityk – Clifford Alexander (sekretarz sił morskich). Prezydent popierał także równouprawnienie płci, dlatego mianował Juanitę Morris Kreps sekretarzem handlu, Patricię Roberts Harris sekretarzem budownictwa, a Shirley Hufstedler sekretarzem oświaty.
W zakresie polityki wewnętrznej Carter musiał uporać się ze skutkami recesji gospodarczej z pierwszej połowy lat 70., której objawami były: wysoka stopa bezrobocia, inflacji i kryzys energetyczny. Pierwszym krokiem prezydenta była próba zmniejszenia bezrobocia poprzez ożywienie gospodarki – postanowił obniżyć podatki, by zachęcić biznesmenów do inwestycji. Następnie skupił się na problemie inflacji, której wskaźnik wynosił około 7% w 1977 roku. Ponieważ odrzucił program kontroli cen i płac, inflacja zaczęła rosnąć i w 1980 roku wynosiła 18%. Wobec tego prezydent postanowił zarządzić cięcia budżetowe, opiewające na 14 miliardów dolarów, ograniczenia kredytowe i wprowadzić podatek na importowaną ropę naftową. Program antyinflacyjny został skrytykowany przez ekonomistów i związki zawodowe, które uważały, że wysoka stopa inflacji jest skutkiem działań wielkiego kapitału, a jej ofiarami są robotnicy.
Drugim problemem gospodarczym były skutki kryzysu energetycznego. Prezydent zaproponował program oszczędzania energii, bazujący na wymianie samochodów na bardziej ekonomiczne, izolację termiczną domów i zakładów pracy oraz zmianę głównego surowca energetycznego na węgiel (z ropy naftowej i gazu). Ponadto utworzył Departament Energii, którego sekretarzem został James Schlesinger. Aby zachęcić społeczeństwo do realizacji założeń, prezydent odwoływał się do patriotyzmu. Koła biznesu jednak ostro oponowały przeciw temu programowi i lobbowały, by Senat go odrzucił. Ostatecznie prezydent musiał pójść na kompromis i izba wyższa przyjęła projekty, ale znacznie odbiegały one od początkowych założeń. W czasie, gdy program był przedmiotem debat w Kongresie, miał miejsce niemalże czteromiesięczny strajk górników węglowych. Carter na początku nie chciał interweniować, licząc na porozumienie, jednak ostatecznie przerwał strajk, nakazując górnikom powrót do pracy. Decyzja ta nie przysporzyła mu popularności – krytykowali go zarówno zwolennicy, jak i przeciwnicy protestu.

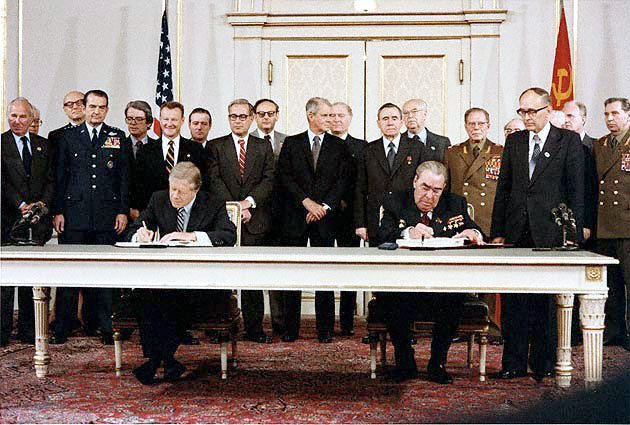
Carter i Breżniew podpisują traktat SALT II, Wiedeń 1979

Jedną z pierwszych inicjatyw w polityce zagranicznej nowej administracji było dokończenie rozmów ze Związkiem Radzieckim w sprawie podpisania układu SALT II, rozpoczętych jeszcze za kadencji Geralda Forda. W tym celu Cyrus Vance pojechał do Moskwy, gdzie przedstawił projekt traktatu, zakładający zmniejszenie liczby rakiet balistycznych bazujących na lądzie. W ZSRR około 80% arsenału jądrowego to były właśnie takie rakiety, natomiast w USA ten ułamek wynosił jedynie 23%. Ponieważ oba państwa miały zredukować jednakową liczbę rakiet, Związek Radziecki nie zgodził się na tę propozycję, z uwagi na złamanie zasady równego bezpieczeństwa. Carter usiłował wymusić rozwiązanie bardziej korzystne dla Stanów Zjednoczonych, dlatego negocjacje w tej sprawie się przedłużały. Udało się je zakończyć dopiero 9 maja 1979 roku. Akt zawarcia porozumienia został podpisany 18 czerwca przez prezydenta USA i sekretarza generalnego KC KPZR Leonida Breżniewa. Z uwagi na silną opozycję wobec SALT II w kołach amerykańskich przeciwników polityki odprężenia, mobilizowano senatorów, by nie poparli ratyfikacji. Ponieważ Carter był świadomy, że Senat nie będzie w stanie przegłosować układu, nakazał wycofanie go z porządku obrad, pod pretekstem wstrzymania go z powodu radzieckiej interwencji w Afganistanie.
We wrześniu 1977 prezydent podpisał dwa traktaty z rządem Panamy, regulując sytuację Kanału Panamskiego. W układach tych zawarto klauzulę, mówiącą o tym, że Panama odzyska pełną kontrolę nad Kanałem w 2000 roku. Konserwatywni republikanie uznali decyzję prezydenta za zdradę interesów amerykańskich i rozpoczęli agitację, by Senat nie ratyfikował układów. Dzięki wsparciu postępowych republikanów jak Gerald Ford czy Henry Kissinger, izba wyższa zaaprobowała porozumienia wiosną 1978 roku, a latem 1979 – przyjęła go Izba Reprezentantów.

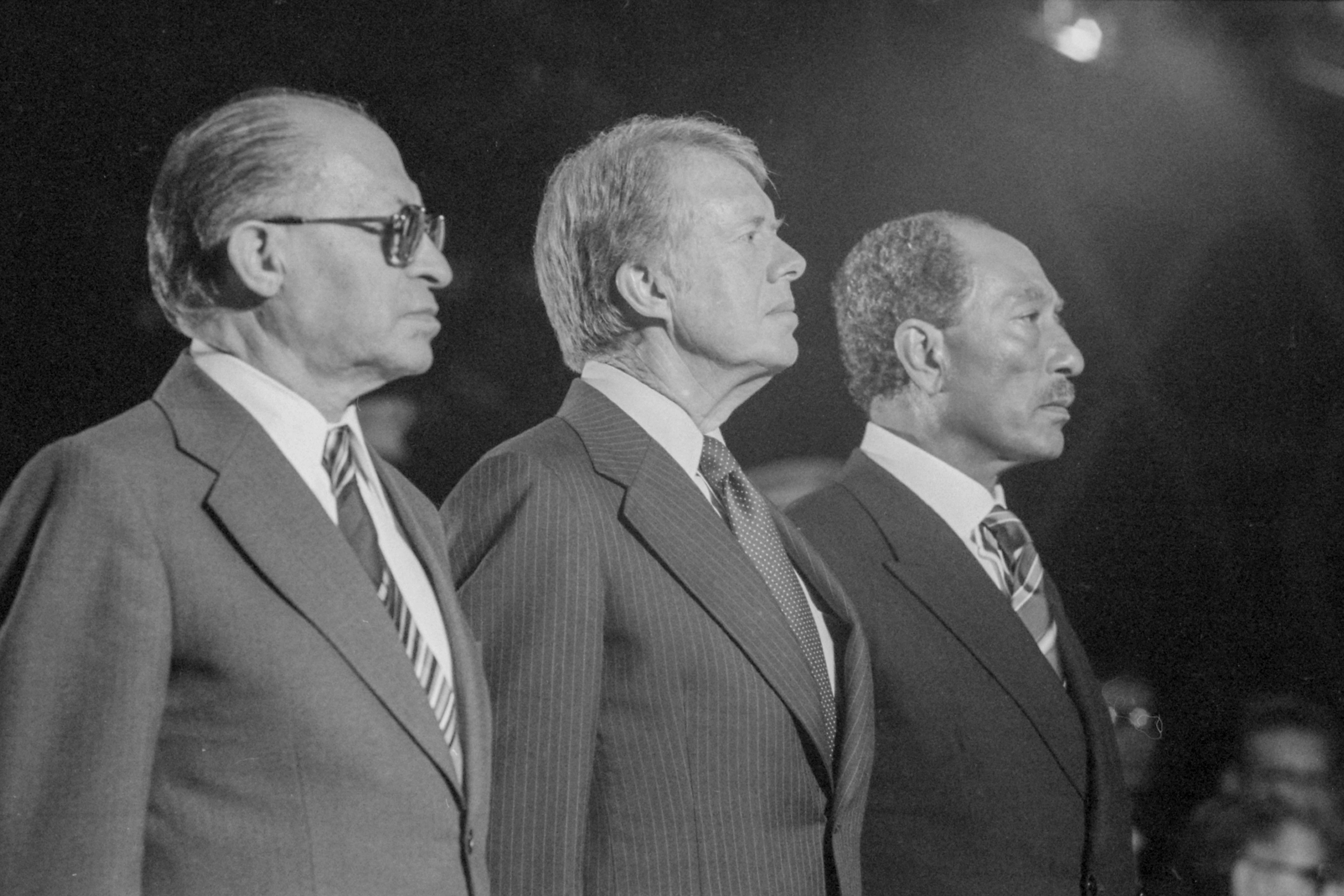
Menachem Begin, Jimmy Carter i Anwar Sadat w Camp David, 1978

Podobnie jak poprzednicy, Carter zaangażował się w rozwiązanie konfliktu na Bliskim Wschodzie. W pierwszej połowie 1977 roku spotkał się z premierem Izraela Icchakiem Rabinem, prezydentem Egiptu Anwarem as-Sadatem oraz królem Jordanii Husajnem ibn Talalem. 27 czerwca administracja centralna oświadczyła, że zawarcie pokoju na Bliskim Wschodzie jest możliwe dzięki rezolucji Rady Bezpieczeństwa nr 242. Zakładała ona wycofanie się wojsk izraelskich z Półwyspu Synaj, Strefy Gazy, Wzgórz Golan i Zachodniego Brzegu Jordanu (Cisjordanii). Dodatkowo konieczne było rozwiązanie kwestii palestyńskiej. Latem i zimą 1977 wizytował w Waszyngtonie nowy premier Izraela Menachem Begin, który zaproponował Carterowi plan pokojowy, zakładający zwrot większości Półwyspu Synajskiego przy zachowaniu Cisjordanii. Pod koniec grudnia prezydent udał się z wizytą do Iranu i Arabii Saudyjskiej, gdzie 4 stycznia 1978 spotkał się z Anwarem Sadatem i przedstawił mu propozycję premiera Begina. Jesienią 1978 roku w Camp David i Blair House odbyły się rozmowy trójstronne z udziałem Cartera, Begina i Sadata. W lutym 1979 roku prezydent USA negocjował z Beginem i premierem Egiptu Mustafą Chalilem. W marcu propozycje pokojowe zaakceptowały: rząd egipski, rząd izraelski i Kneset. Traktat pokojowy kończący wojnę Izraela z Egiptem podpisano 26 marca. W układzie nie rozwiązano jednak problemu Organizacji Wyzwolenia Palestyny, choć Izrael zgodził się na ograniczoną autonomię Cisjordanii i strefy Gazy. Wszystkie kraje arabskie potępiły traktat, wstrzymały pomoc gospodarczą i dostawy ropy naftowej dla Egiptu i dążyły do wykluczenia go z Ligi Arabskiej. Ostatecznie próba załagodzenia konfliktu bliskowschodniego doprowadziła do pogłębienia podziałów.

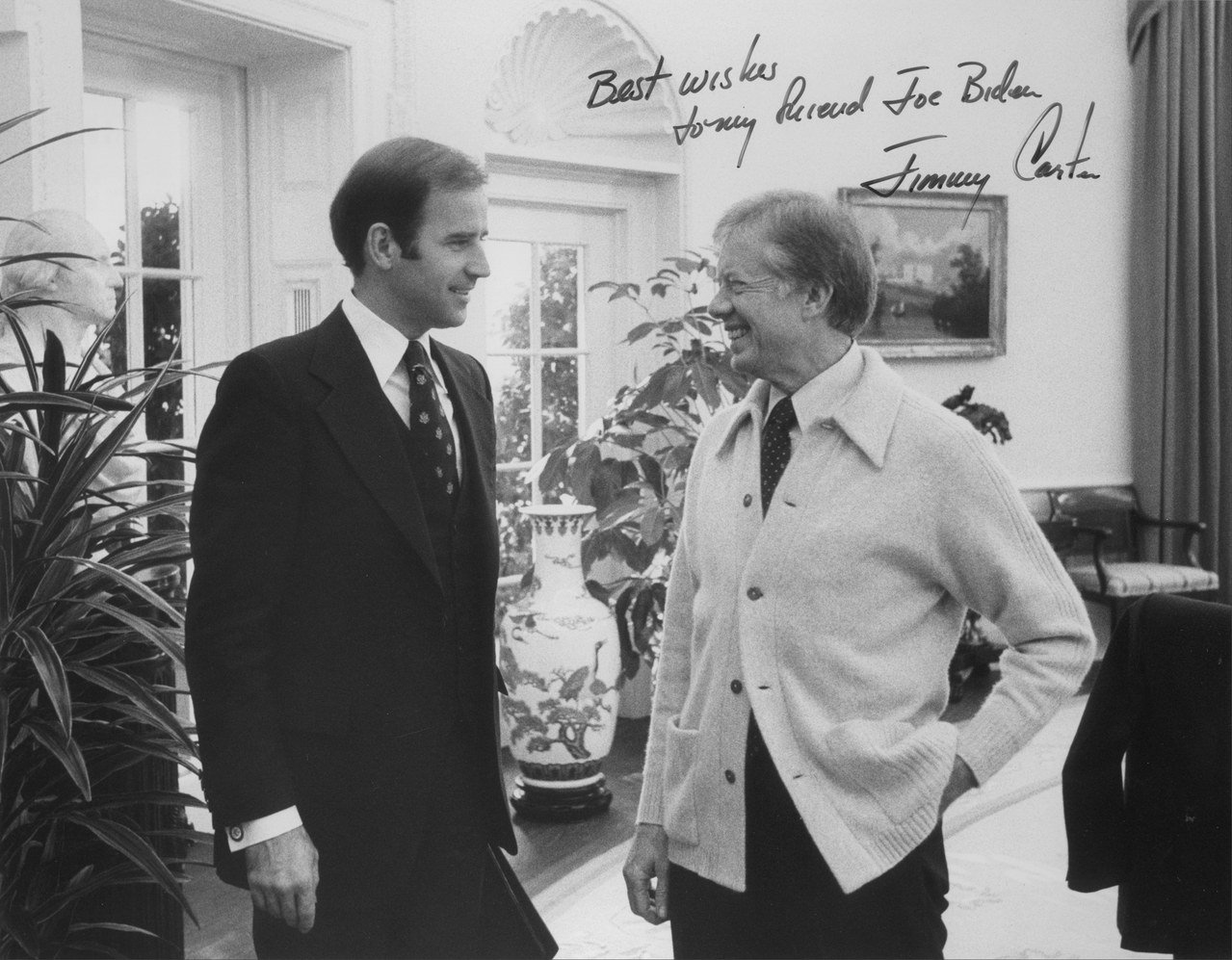
Jimmy Carter i Joe Biden, 1979

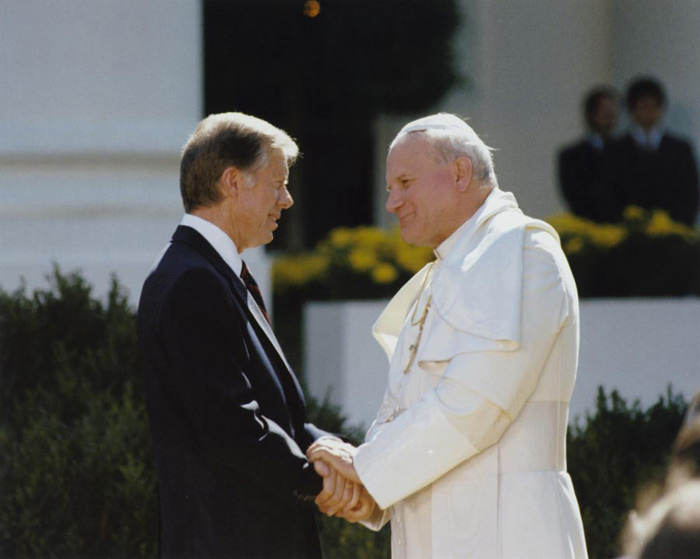
Jimmy Carter i Jan Paweł II, podczas wizyty papieża w USA, 1979

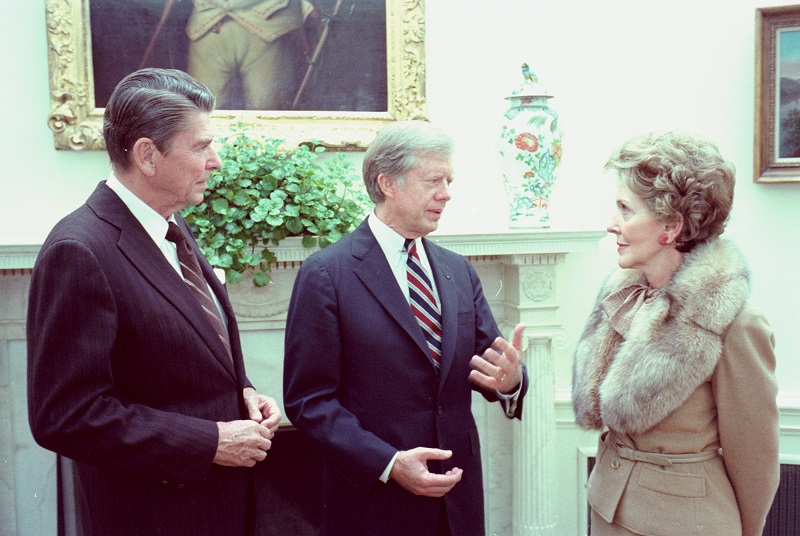
Ustępujący prezydent Jimmy Carter wraz z prezydentem elektem Ronaldem Reaganem i jego małżonką Nancy Reagan (20 listopada 1980)

Prezydent dążył do unormowania stosunków dyplomatycznych z Chińską Republiką Ludową. W tym celu władze w Pekinie odwiedzili Cyrus Vance i Zbigniew Brzeziński. Ponieważ USA wspierały Republikę Chińską, władze ChRL były sceptycznie nastawione. 1 stycznia 1979 roku Carter uznał władze w Pekinie jako jedyny rząd, co umożliwiło nawiązanie formalnych stosunków dyplomatycznych i mianowanie ambasadorów. Mimo to, władze w Waszyngtonie kontynuowały wspieranie Tajwanu.
Carter ułaskawił obywateli amerykańskich, którzy uchylali się od obowiązku służby wojskowej w czasie wojny wietnamskiej. Ponadto chciał wycofać część wojsk z Korei Południowej, co spotkało się ze sprzeciwem kół przemysłowo-wojskowych. Lobby twierdziło, że kraje socjalistyczne się zbroją, więc Stany Zjednoczone nie mogą postępować odwrotnie. Prezydent ugiął się pod naciskiem tej agitacji i w 1978 roku zmienił swoje postępowanie. Zwiększył roczny budżet wojskowy, a następnie z jego inicjatywy Rada Ministerialna Paktu Północnoatlantyckiego postanowiła rozmieścić w krajach Europy Zachodniej 572 rakiety Pershing II i Tomahawk. Ponadto zwiększył budżet Centralnej Agencji Wywiadowczej i eksport broni dla krajów afrykańskich. Mimo to, zaprzestał finansowania badań nad bronią neutronową, laserową, modernizacją broni jądrowej i produkcją bombowców B-1.
W 1979 roku doszło do rewolucji w Iranie, kiedy to proamerykański rząd szacha Mohammada Rezy Pahlawiego został obalony. Rząd tymczasowy Szapura Bachtijara nie przetrwał, a władzę przejął ajatollah Ruhollah Chomejni. W wyniku tego przewrotu Stany Zjednoczone utraciły większość wpływów, CIA musiała zlikwidować ośrodki wywiadowcze, a wystąpienie Iranu i Pakistanu z CENTO spowodowało rozpad ważnego dla USA sojuszu wojskowego. 4 listopada 1979 roku, Irańczycy wkroczyli do ambasady USA w Teheranie i wzięli 66 zakładników (sześciu pozostałym członkom personelu udało się uciec i schronić w ambasadzie kanadyjskiej). Okupanci żądali wydania szacha Pahlawiego, który przebywał na leczeniu w szpitalu w Nowym Jorku. Prezydent postanowił nie uciekać się do interwencji zbrojnej, tylko nacisków dyplomatycznych – nakazał zamrożenie aktywów irańskich i deportację irańskich studentów z USA. Spowodowało to uwolnienie trzynaściorga zakładników. W kwietniu prezydent nakazał przeprowadzić akcję odbicia zakładników, jednak w wyniku usterek technicznych śmigłowców i kolizji jednego z nich z samolotem, zginęło 8 Amerykanów, a 5 zostało rannych. Irańczycy zwolnili kolejnego zakładnika, jednak przetrzymywali jeszcze 52 osoby. Carter wziął na siebie odpowiedzialność za nieudaną operację, natomiast sekretarz stanu Cyrus Vance (który był jej przeciwny) podał się do dymisji. Jego następcą został Edmund Muskie. 27 lipca 1980 roku zmarł Mohammad Reza Pahlawi, co ułatwiło negocjacje między oboma państwami. W ostatnim dniu prezydentury Cartera, 20 stycznia 1981 roku, USA cofnęły zamrożenie aktywów irańskich, a Irańczycy wypuścili pozostałych zakładników.
Pod koniec 1979 roku Carter oświadczył, że zamierza ubiegać się o reelekcję w wyborach w następnym roku. W Partii Demokratycznej wyzwanie rzucili mu senator Ted Kennedy oraz gubernator Kalifornii Pat Brown. Po serii prawyborów (ostatnie w Wisconsin), w których Brown osiągał słabe wyniki, postanowił się wycofać. Na konwencji demokratów, Kennedy także zrezygnował, zatem urzędujący prezydent otrzymał nominację w pierwszym głosowaniu. W Partii Republikańskiej o prezydenturę chciało się ubiegać czterech czołowych polityków: Ronald Reagan, George H.W. Bush, Howard Baker i John Connally. Dużą popularnością cieszył się także John B. Anderson. Po prawyborach w Wisconsin Conally, Baker, Anderson i kilku innych pretendentów zrezygnowali. Na lipcowej konwencji republikanów w Detroit nominatem został Reagan, który zaproponował Busha, jako kandydata na wiceprezydenta. W głosowaniu powszechnym Reagan uzyskał około 43 miliony głosów, wobec 35 milionów dla Cartera. W Kolegium Elektorskim republikanin otrzymał 489 głosów, a demokrata – 49.

### Emerytura

Jimmy Carter (2014)

Po opuszczeniu Białego Domu Carter osiadł w rodzinnym Plains. Zajął się wówczas pisaniem swoich pamiętników, które zostały wydane w 1982 roku, a także wykładał w Emory University. Ostro krytykował politykę prowadzoną przez Ronalda Reagana, zwłaszcza w dziedzinie spraw międzynarodowych. W latach 80. i 90. XX wieku napisał także kilka książek, w tym zbiór poezji i książkę dla dzieci. W 1986 roku w Atlancie otwarta została biblioteka prezydencka Carter Presidential Center.
Włączał się w działalność charytatywną w ramach działalności Habitat for Humanity. Ponadto brał udział w mediacjach i misjach pokojowych. W 1987 roku udał się na Bliski Wschód, a dwa lata później mediował pokój pomiędzy Etiopią a Frontem Wyzwolenia Erytrei. Podobne funkcje pełnił w Zambii, Sudanie i Panamie. W 1991 roku udał się z wizytą do Chińskiej Republiki Ludowej, a trzy lata później do Korei Północnej, gdzie rozmawiał z Kim Ir Senem. Jesienią 1994 roku udał się na misję pokojową do Haiti, a zimą – na Bałkany.

### Zdrowie
3 sierpnia 2015 Carter przeszedł planową operację usunięcia „niewielkiego guza” (small mass) wątroby, a wstępna prognoza dla pełnego wyzdrowienia miała brzmieć „doskonała”. Jednak 12 sierpnia Carter ogłosił, że zdiagnozowano u niego przerzut nowotworu, przy czym nie określono gdzie rak się pojawił. 20 sierpnia ujawnił, że w jego mózgu i wątrobie wykryto czerniaka. Podał on wtedy również, że rozpoczął leczenie pembrolizumabem (lekiem z zakresu immunoterapii) i że wkrótce zaczyna radioterapię. Opieką medyczną Cartera kierowało Emory Healthcare w Atlancie. Zarówno rodzice byłego prezydenta, jak i wszyscy z trojga jego rodzeństwa zachorowali na nowotwór.
W lutym 2023 fundacja Carter Center poinformowała, że były prezydent będzie przebywał pod domową opieką hospicyjną w rodzinnym Plains.

### Śmierć i pogrzeb
Jimmy Carter zmarł 29 grudnia 2024 roku w wieku 100 lat w swoim domu w Plains w stanie Georgia, w otoczeniu rodziny. Jeszcze tego samego dnia urzędujący prezydent USA Joe Biden wydał oświadczenie, w którym nazwał Cartera „człowiekiem zasad, wiary i pokory” oraz zobowiązał się do zorganizowania mu pogrzebu z państwowymi honorami. W kolejnym wydanym 29 grudnia oświadczeniu Biden wyznaczył 9 stycznia 2025 roku jako datę pogrzebu i zarazem dzień żałoby narodowej, a ponadto na mocy amerykańskiej konstytucji zdecydował o opuszczeniu na okres 30 dni flagi państwowej do połowy masztu na wszystkich budynkach oraz terenach publicznych i wojskowych.

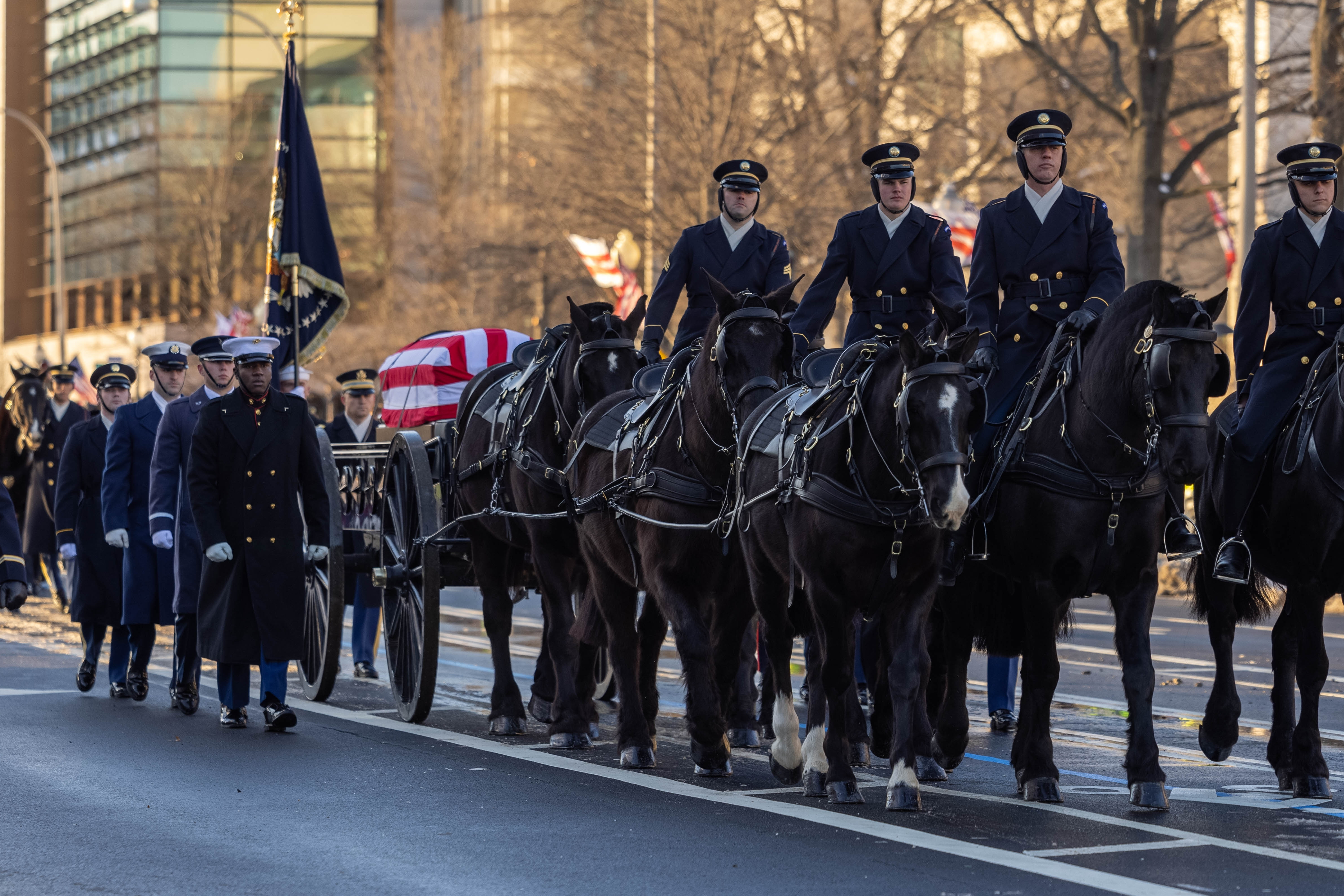
Kondukt z trumną z ciałem Cartera podczas przejazdu waszyngtońską aleją Pennsylvania Avenue (Waszyngton) do Kapitolu Stanów Zjednoczonych 7 stycznia 2025 roku

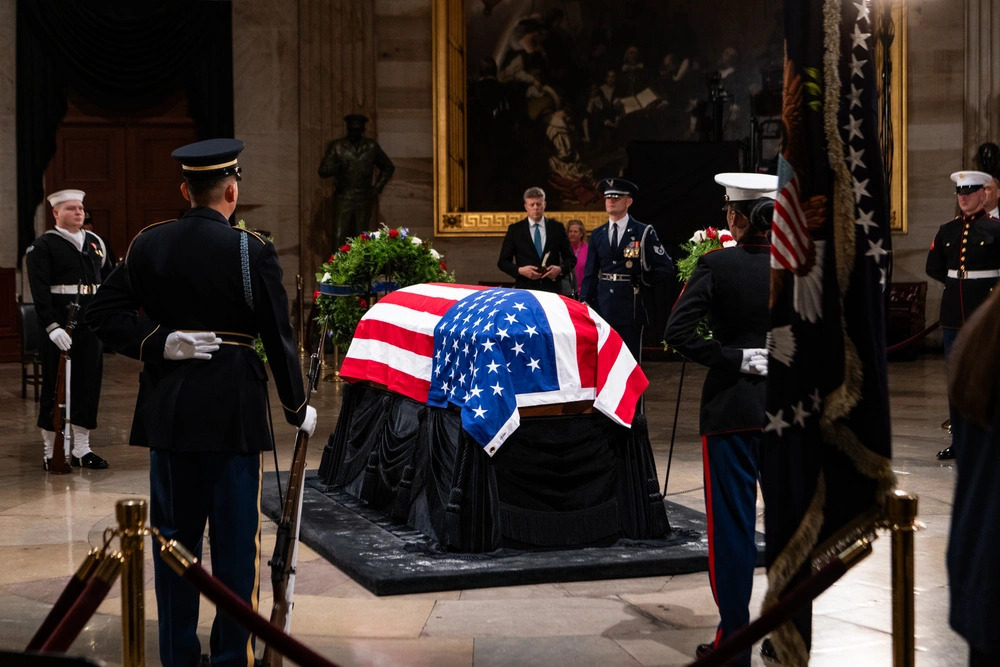
Trumna z ciałem Cartera wystawiona w Rotundzie Kapitolu 7 stycznia 2025 roku

4 stycznia 2025 roku rozpoczęły się sześciodniowe uroczystości pogrzebowe Cartera. Wówczas, krótko po godzinie 10:00 EST, trumna z ciałem byłego amerykańskiego prezydenta została przewieziona z Phoebe Sumter Medical Center w Americus w stanie Georgia w kolumnie samochodów do Atlanty. Trasa przejazdu kolumny wiodła obok ważnych dla życia Cartera miejsc w Plains (m.in. rodzinny dom jego małżonki, dom, w którym od 1962 roku wspólnie mieszkali i dworzec kolejowy, który służył jako siedziba kampanii prezydenckiej Cartera w 1976 roku) oraz w Archery (rodzinna farma Carterów, na której przyszły prezydent się wychowywał). Po dotarciu do Atlanty przed 16:00 trumnę najpierw umiejscowiono na Kapitolu Stanu Georgia, gdzie były prezydent został uczczony chwilą ciszy przy udziale przedstawicieli lokalnych władz, a później przewieziono ją do założonej przez Cartera instytucji Carter Center, w której odbyły się uroczystości z udziałem rodziny. Później trumna została wystawiona w Carter Center na widok publiczny do godziny 6:00 7 stycznia 2025 roku. Po tej godzinie, tego dnia ciało byłego prezydenta zawieziono z Carter Center i samolotem zostało przetransportowane do bazy Joint Base Andrews w stanie Maryland z myślą o uroczystościach w Waszyngtonie. W godzinach popołudniowych 7 stycznia trumna została przewieziona w uroczystym kondukcie na konnej lawecie najpierw do waszyngtońskiego Pomnika Marynarki Wojennej Stanów Zjednoczonych, a następnie do Kapitolu Stanów Zjednoczonych, gdzie członkowie Kongresu złożyli Carterowi hołd podczas ceremonii w Rotundzie Kapitolu, w której ciało byłego prezydenta USA zostało wystawione do dnia pogrzebu.
9 stycznia o godzinie 10:00 czasu miejscowego w waszyngtońskiej Katedrze Narodowej rozpoczęła się ceremonia pogrzebowa Jimmy’ego Cartera. Wśród uczestników uroczystości oprócz urzędujących prezydenta USA Joego Bidena i wiceprezydent Kamali Harris znaleźli się m.in. wszyscy żyjący byli prezydenci Stanów Zjednoczonych, byli wiceprezydenci kraju Al Gore i Mike Pence oraz prezydent elekt Donald Trump. Podczas ceremonii mowę pogrzebową wygłosił Joe Biden realizując w ten sposób wolę zmarłego. Uroczystość dobiegła końca niedługo po 12:00, po czym trumnę z ciałem Cartera karawanem zawieziono do bazy Joint Base Andrews, a stamtąd samolotem przetransportowano ją na wojskowe lotnisko Lawson Army Airfield w pobliżu Columbus w Georgii, z którego następnie w kolumnie samochodów dotarła do rodzinnej miejscowości Cartera, Plains, gdzie został pochowany. Pochówek poprzedziła prywatna uroczystość w miejscowym kościele Maranatha Baptist Church.

## Życie prywatne
7 lipca 1946 roku poślubił Rosalynn Smith. Miał z nią trzech synów: Johna Williama (ur. 1947), Jamesa Earla III (ur. 1950) i Donnela Jeffreya (ur. 1952) oraz jedną córkę: Amy Lynn (ur. 1967). Carter był baptystą.

## Nagrody i wyróżnienia
W 1976 roku redakcja tygodnika „Time” przyznała Jimmy’emu Carterowi tytuł Człowieka Roku.
Położona w Indiach, w stanie Hariana, wieś Daulatpur Nasirabad została przemianowana na Carterpuri na cześć Cartera, w następstwie wizyty, którą jako prezydent USA wraz z małżonką złożył w tej wsi 3 stycznia 1978 roku. W Daulatpur Nasirabad przez krótki okres w latach 60. XX wieku mieszkała i pracowała jako pielęgniarka matka Cartera.
W 1991 roku Cartera uczyniono członkiem honorowego bractwa studenckiego Phi Beta Kappa na Uniwersytecie Stanu Kansas ponadto przyznane zostało mu członkostwo w Amerykańskim Towarzystwie Filozoficznym.
W 1998 roku Marynarka Wojenna Stanów Zjednoczonych nazwała imieniem byłego prezydenta kraju trzeci i ostatni z atomowych okrętów podwodnych typu Seawolf – USS Jimmy Carter. W tym samym roku byłemu prezydentowi USA przyznano też Nagrodę Organizacji Narodów Zjednoczonych w Dziedzinie Praw Człowieka.
W 2002 roku został uhonorowany Pokojową Nagrodą Nobla za działalność na rzecz rozwiązania konfliktów międzynarodowych oraz propagowanie demokracji i praw człowieka.
Był trzykrotnym laureatem nagrody Grammy w kategorii Best Spoken Word Album, którą otrzymywał za dźwiękowe wersje swoich książek; dostał ją w  2007 roku za Our Endangered Values: America’s Moral Crisis, w 2016 roku za A Full Life: Reflections at 90 i w 2019 roku za Faith: A Journey for All.
W grudniu 2024 roku Stowarzyszenie Historyczne Białego Domu upamiętniło Jimmy’ego Cartera za pomocą poświęconej mu ozdoby choinkowej o kolekcjonerskim charakterze.